# Thonhauserfelsen
Thonhauserfelsen är en kulle i Antarktis. Den ligger i Östantarktis. Nya Zeeland gör anspråk på området. Toppen på Thonhauserfelsen är 1 014 meter över havet, eller 174 meter över den omgivande terrängen. Bredden vid basen är 1,3 km.
Terrängen runt Thonhauserfelsen är huvudsakligen kuperad, men söderut är den bergig. Trakten är obefolkad. Det finns inga samhällen i närheten.